# Aulacus flavicornis
Aulacus flavicornis är en stekelart som först beskrevs av Jean-Jacques Kieffer 1911.  Aulacus flavicornis ingår i släktet Aulacus och familjen vedlarvsteklar. Inga underarter finns listade.